# Interferometrischer Detektor

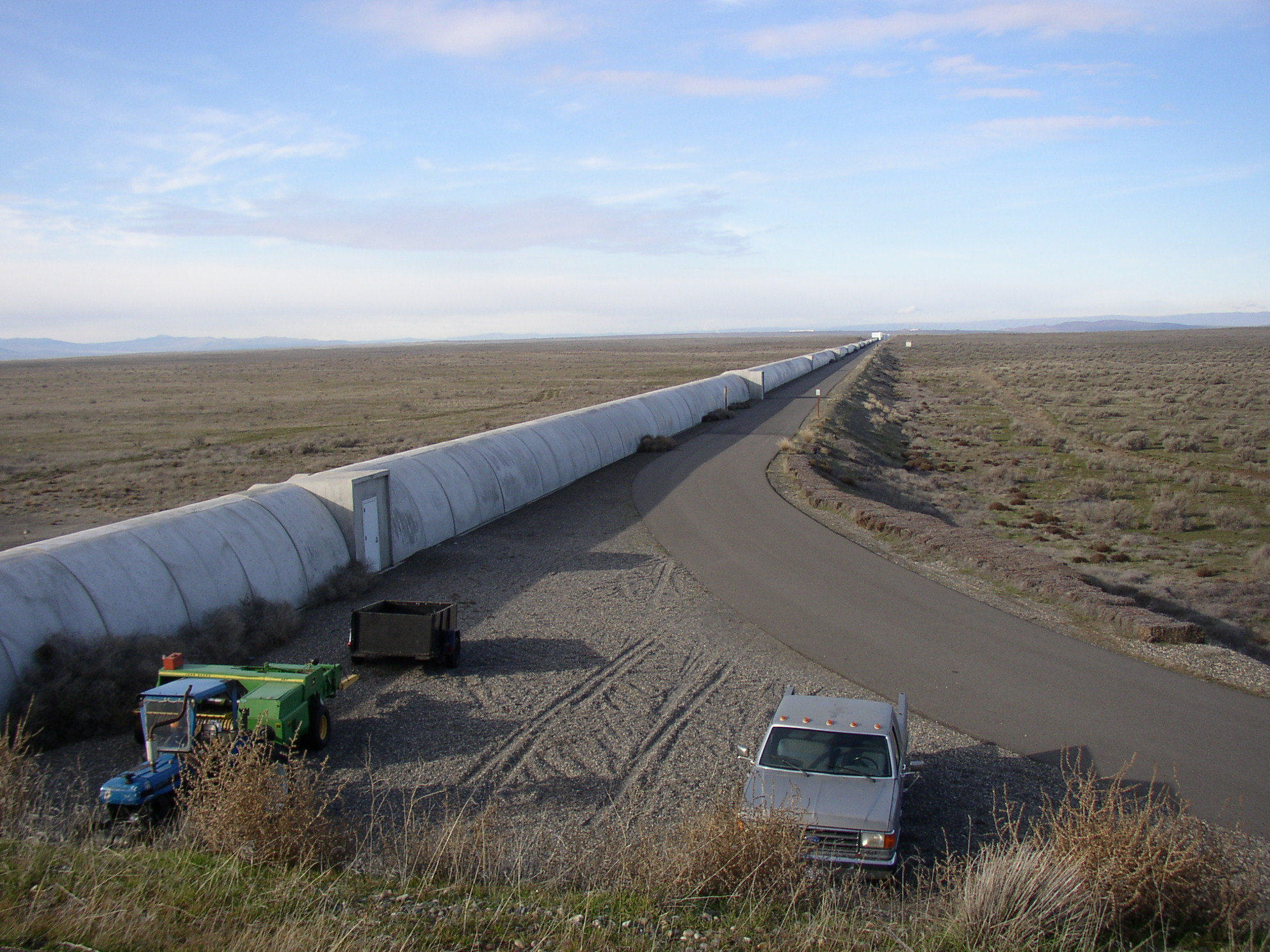
Tunnel des LIGO in Hanford

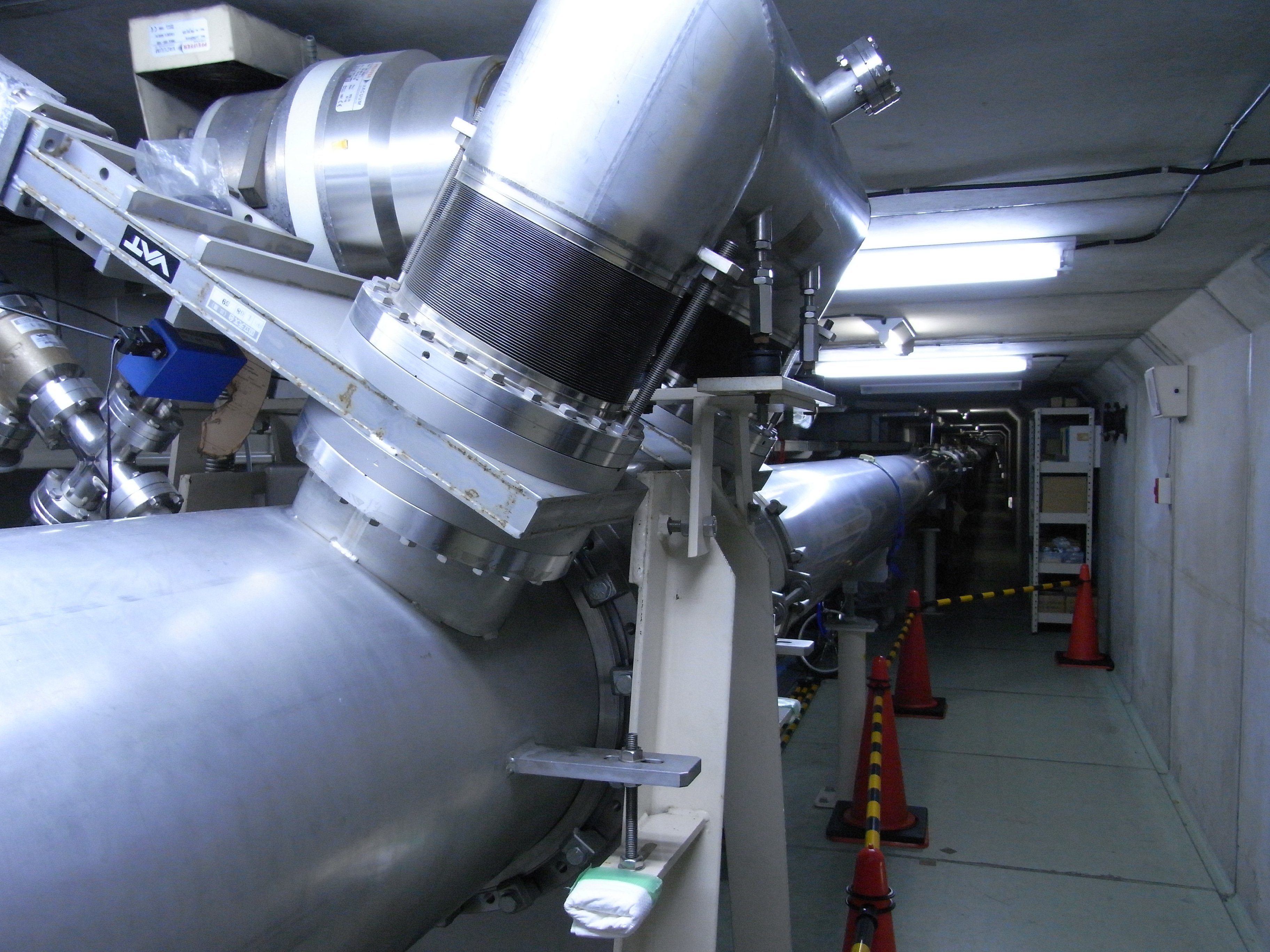
Vakuumpumpen und die evakuierte Röhren des TAMA300

Ein Interferometrischer Detektor ist ein Detektor, der Interferenzeffekte des Lichts nutzt, um Gravitationswellen nachzuweisen. Der Detektor besteht aus zwei unter einem Winkel von neunzig Grad aufeinandertreffenden Tunneln, in denen Laserstrahlen hin- und hergeschickt werden und an einer Fotodiode wieder zusammenlaufen. Wenn eine Gravitationswelle aus dem All auf dieses Tunnelsystem auftrifft, so sollte sich der Allgemeinen Relativitätstheorie zufolge einer der beiden Arme des Interferometers zusammenziehen, während sich der andere ausdehnt und dies müsste zu Laufzeitunterschieden der Laserstrahlen führen. Diese Raumverzerrungen sind allerdings extrem klein – selbst die gewaltigsten Ereignisse im Universum würden die relative Länge der Tunnel zueinander nur an der 20. Stelle nach dem Komma verändern. Aus diesem Grund sind die Interferometerarme aller bisher gebauten Gravitationswellendetektoren relativ lang (bis zu vier Kilometer). Dennoch sind die Längenänderungen kleiner als der Durchmesser eines Atomkerns, die Messungen müssen daher sehr genau sein.
Nach diesem Prinzip arbeiten:
- LIGO, 4000 Meter Länge, Standorte Hanford Site (Washington) und Livingston
- GEO600, 600 Meter Länge
- TAMA 300, 300 Meter Länge, Mitaka, Japan (35° 40′ 35,9″ N, 139° 32′ 10,5″ O)
- VIRGO, 3000 Meter (effektiv 120 Kilometer), Cascina, Italien (43° 37′ 53″ N, 10° 30′ 18″ O)
- CLIO (Cryogenic Laser Interferometer Observatory), 100 Meter Länge, 1000 Meter unter der Erdoberfläche in den Kamioka-Mine, Japan[1]
- KAGRA (vormals Large-scale Cryogenic Gravitational wave Telescope, LCGT), 3000 Meter Länge, Nachfolger an der gleichen Stelle von CLIO

Im Bau bzw. geplant sind:
- AIGO (Australian Interferometric Gravitational Observatory), in der Nähe von Gingin, im westlichen Australien (31° 21′ 28″ S, 115° 42′ 50″ O)
- Laser Interferometer Space Antenna mit fünf Millionen Kilometer Basislänge im Weltraum